# Aaron Pitchkolan
Aaron Pitchkolan (Aurora, 14 maart 1983) is een Amerikaanse profvoetballer van Armeense afkomst die uitkomt voor Puerto Rico Islanders, een club uit de North American Soccer League.
Pitchkolan speelde voetbal op de universiteiten van Tampa en West Virginia van 2001 tot en met 2004. In dat jaar ging hij spelen voor de Boulder Rapids Reserve, een team uitkomend in de USL Premier Development League. Aan het eind van 2004 werd hij gekozen door FC Dallas uit de MLS SuperDraft.